# Мейер, Адольф (политик)
Адольф Мейер (англ. Adolph Meyer; 19 октября 1842 года, Натчез, Миссисипи — 8 марта 1908 года, Новый Орлеан, Луизиана) — американский политик, член Палаты представителей США, бригадный генерал.

## Биография
Мейер родился в 1842 году в еврейско-немецкой семье в Натчезе, штат Миссисипи. Во время Гражданской войны Мейер служил в армии Конфедерации в штабе бригадного генерала Джона Стюарта Уильямса и дослужился до звания помощника генерал-адъютанта. После войны стал владельцем плантаций в Миссисипи и банка в Новом Орлеане, также служил в Национальной гвардии Луизианы и в 1881 году получил звание бригадного генерала. В 1890 году он был избран в Палату представителей США, позднее переизбирался ещё восемь раз. Он проработал там вплоть до своей смерти в 1908 году.
Авеню генерала Мейера в районе Алжирс в Новом Орлеане названа в его честь за усилия по лоббированию строительства военно-морской верфи США в этом районе. Авеню начинается как Ньютон-стрит в Алжирс-Пойнт, меняет название на авеню генерала Мейера после Берман-авеню и продолжается примерно 4 мили, заканчиваясь на Беннетт-стрит в районе Нижний Алжирс. Кроме того, в 1917 году на углу авеню генерала Мейера и Берман-авеню была построена школа, названная в честь Адольфа Мейера. В 1990-х была переименована в честь Гарриет Табмен. В 2016 году здание было внесено в Национальный реестр исторических мест.